# Constantia (Vorname)
Constantia, auch Konstantia und Konstanzia geschrieben, ist ein weiblicher Vorname.

## Herkunft und Bedeutung
Der Name ist die lateinische Form von Constanze. Für weitere Bedeutungen, siehe Constantia (Begriffsklärung).

## Bekannte Namensträgerinnen
- Constantia von Österreich (1212–1243)
- Anna Constantia Gräfin von Cosel (1680–1765), Mätresse Augusts des Starken

- Flavia Iulia Constantia († um 330), Halbschwester Konstantins des Großen und als Frau des Ostkaisers Licinius römische Kaiserin
- Constantia (* um 320; † 354), Tochter Konstantins des Großen
- Constantia (Tochter Constantius’ II.) (361/362–383)
- Constantia (Byzanz) († 605), Tochter Tiberios' I., als Frau des Maurikios oströmische Kaiserin